# Carpelimus memnonius
Carpelimus memnonius är en skalbaggsart som beskrevs av Wilhelm Ferdinand Erichson 1840. Carpelimus memnonius ingår i släktet Carpelimus och familjen kortvingar. Inga underarter finns listade i Catalogue of Life.